# Maurice Büla
Maurice Büla (Veytaux, 10 gennaio 1934 – Monthey, 21 settembre 2005) è stato un fotografo e pilota motociclistico svizzero.

## Carriera
Appassionato di motociclismo sin da giovanissimo, assistette al suo primo GP (quello svoltosi al Bremgarten nel 1949) a quindici anni. Divenuto apprendista meccanico nel 1950, nel 1955 venne ingaggiato da Florian Camathias (per cui lavorava come meccanico dall'anno prima) come passeggero nel suo sidecar da competizione: il sodalizio tra i due durò due anni, nei quali corse una cinquantina di gare (35 come passeggero e le altre da solo), ottenendo un podio nel Mondiale al GP dell'Ulster 1956, gara nella quale fu anche sesto in 250. Insieme a Camathias stabilì inoltre 24 record mondiali per le categorie sidecar 250 e 350 sul circuito di Montlhéry il 19 e 20 dicembre 1955.
Ritiratosi dalle corse a fine 1956, si trasferì dapprima a Losanna e quindi a Monthey, venendo assunto nel 1960 dalla Ciba e rimanendo nell'ambito delle corse come fotografo, immortalando 223 GP e svariate altre competizioni internazionali, pubblicando anche alcuni libri sulla storia del Motomondiale. L'ultima gara da lui fotografata fu il GP d'Olanda 2005; pochi mesi dopo si spense nella sua casa di Monthey a causa di un male incurabile.

## Risultati nel motomondiale

### Classe 250
| 1956 | Classe | Moto |  |   |   |   |   |  |  |  |  | Punti | Pos. |
| ---- | ------ | ---- |  | - | - | - | - |  |  |  |  | ----- | ---- |
| 1956 | 250    | NSU  |  | - | - | - | 6 |  |  |  |  | 1     | 17º  |

| Legenda | 1º posto        | 2º posto            | 3º posto            | A punti      | Senza punti        | Grassetto – Pole position Corsivo – Giro più veloce |
| Legenda | Gara non valida | Non qual./Non part. | Ritirato/Non class. | Squalificato | '-' Dato non disp. | Grassetto – Pole position Corsivo – Giro più veloce |

### Classe sidecar
| 1955 | Classe  | Moto |  |    |  |   |   |   |    |   |  | Punti | Pos. |
| ---- | ------- | ---- |  | -- |  | - | - | - | -- | - |  | ----- | ---- |
| 1955 | sidecar | BMW  |  | NE |  | - | 8 | - | NE | 4 |  | 3     | 11º  |

| 1956 | Classe  | Moto |  |   |   |   |   |   |  |  |  | Punti | Pos. |
| ---- | ------- | ---- |  | - | - | - | - | - |  |  |  | ----- | ---- |
| 1956 | sidecar | BMW  |  | 5 | - | - | 3 | 4 |  |  |  | 9     | 5º   |

| Legenda | 1º posto        | 2º posto            | 3º posto            | A punti      | Senza punti        | Grassetto – Pole position Corsivo – Giro più veloce |
| Legenda | Gara non valida | Non qual./Non part. | Ritirato/Non class. | Squalificato | '-' Dato non disp. | Grassetto – Pole position Corsivo – Giro più veloce |